# Attelabus bipustulatus
Espèce
Attelabus bipustulatus est une espèce d'insectes coléoptères appartenant à la famille des Attelabidae.